# Буркитты (селище)
Буркитты — поселение позднего палеолита, в 2 км от аула Буркитты Сарысуского района Жамбылской области Казахстана. В 1957 году исследовано Каратауской группой (рук. Х. Алпысбаев), специально организованной для изучения памятников каменного века Институтом истории, археологии и этнографии. Во время раскопок на глубине 0,9—1,4 м были найдены предметы из халцедона, напоминающие ножи, трапециевидный камень (20×16×3 мм) и стержни. Находки относятся к последнему периоду каменного века.